# 75/27 C.K.
Il cannone 75/27 C.K. è un'arma contraerei sviluppata in Italia durante la prima guerra mondiale.

## Storia
Il cannone 75/27 CK (Commissione Krupp) fu sviluppato nel 1915 dall'Arsenale del Regio Esercito di Napoli in seguito alla richiesta di un pezzo antiaereo. Il pezzo fu ottenuto ispirandosi al contraereo tedesco Ehrhardt ed utilizzando la canna del cannone 75/27 Mod. 1906, in modo da poter usare lo stesso munizionamento. Il pezzo era destinato all'installazione su autocarro Itala X e Fiat 18BL, ma il costo di produzione dell'autocannone e lo stabilizzarsi della guerra di posizione (che rendeva il requisito di mobilità degli autocannoni non stringente), rallentarono le consegne. Alla fine della prima guerra mondiale erano stati prodotti 72 pezzi su autocannoni e 93 su rimorchio o installazione fissa, per un totale 165 esemplari.
Nel 1927 i pezzi vennero sbarcati dagli Itala X e Fiat 18BL e vennero rimontati dall'Arsenale sui più moderni autocarri Ceirano 50 CMA, ottenendo il 75/27 CK su Ceirano 50 CMA. Il pezzo in installazione fissa prese parte alla Guerra civile spagnola, installato su pianali ferroviari. Durante la seconda guerra mondiale il 75/27 CK su Ceirano 50 CMA fu utilizzato per la protezione antiaerea delle autocolonne, mentre dal 1942, sostituito ormai dai moderni 75/46 C.A. Mod. 1934 e 90/53 Mod. 1939, fu destinato alla difesa del territorio metropolitano e delle installazioni militari, in postazione fissa operate dalla Milizia per la difesa antiaerea territoriale.

## Tecnica
La canna da 75 mm di calibro è lunga 2025 mm e pesa 346 kg compreso l'otturatore a cuneo a chiusura ed apertura automatica. L'espulsione del bossolo avviene al momento del ritorno in batteria. L'anima della canna, che presenta 28 righe sinistorse, si usurava dopo circa 1000 colpi. La culatta è rivestita da un manicotto di bronzo. La culla, a differenza del 75/27 Mod. 1906, è a manicotto con due cilindri idraulici di deformazione. Essa è incavalcata su un affustino a forcella che brandeggia su un affusto a candeliere tronco conico in acciaio fuso, fissato sul pianale dell'autocarro o del rimorchio o sulla piastra in acciaio delle installazioni fisse. Il brandeggio è di 360° con alzo da 0° a 70°. Negli anni '30 il pezzo riceverà il cannocchiale Buffi Mod. 1934 per il tiro diretto contro bersagli aerei e terrestri, mentre normalmente i 4 pezzi della batteria erano asserviti alla Centrale di tiro Mod. 1937 "Gala".